# Al-Araba al-Madfuna
Al-Araba al-Madfuna és un llogaret d'Egipte al sud de Sohag. A la seva rodalia es troben les necròpolis d'Abidos (cementiris U i B fins a Umm al-Qa'ab) i el temple de Seti I a Abidos. La ciutat més important de la rodalia és Al-Balyana, no gaire llunyana.